# Силно ядрено взаимодействие
Силно ядрено взаимодействие (наричано понякога само силно взаимодействие) е едно от четирите фундаментални взаимодействия във физиката, наред с електромагнитното взаимодействие, слабото ядрено взаимодействие и гравитацията. То се проявява на много къси разстояния, главно в мащабите на атомните ядра или по-малко – при разстояния около 10−15 m (малко повече от радиуса на нуклеоните), силното взаимодействие е около 137 пъти по-силно от електромагнитното, 106 пъти по-силно от слабото и 1038 пъти по-силно от гравитацията. Силното взаимодействие задържа кварките в протоните, неутроните и другите адрони. Освен това то свързва протоните и неутроните, така че те да формират атомните ядра. Основната част от масата на обикновените протони и неутрони се дължи на енергията на силното взаимодействие, като отделните кварки дават едва около 1% от масата на протона.
Силното ядрено взаимодействие се наблюдава в два обхвата и се реализира чрез два носителя на силата. В по-едър мащаб (около 1 до 3 фемтометра) то е силата (носена от мезоните), която свързва нуклеоните (протони и неутрони), така че да образуват ядрата на атомите. В по-дребен мащаб (под 0,8 фемтометра, радиуса на отделен нуклеон) то е силата (носена от глуоните), която задържа заедно кварките, така че да образуват адрони. Във втория контекст то често е наричано цветно взаимодействие. Силното взаимодействие има толкова голяма сила, че адроните, свързани чрез него, могат да образуват нови масивни частици – ако бъдат ударени от високоенергийни частици, те формират нови адрони, вместо да излъчват свободна радиация (глуони). Това свойство на силното взаимодействие се нарича конфайнмънт и то предотвратява свободното излъчване на взаимодействието – вместо това на практика се образуват струи от масивни частици.
В контекста на атомното ядро същото силно ядрено взаимодействие, което свързва кварките в нуклеони, обединява протоните и неутроните в ядра, като в това качество то се нарича ядрена сила или остатъчно силно взаимодействие. То зависи от разстоянието между нуклеоните по начин, много различен от действието си при свързването на кварките в нуклеони. Различия има и в енергията на свързване на ядрената сила при ядрен синтез и ядрено делене. На синтеза се дължи основната част от генерираната енергия в Слънцето и другите звезди, а деленето позволява разпадането на радиоактивните елементи и изотопи, което обаче често става чрез слабото ядрено взаимодействие. В изкуствени условия, енергията, свързана с ядрената сила, частично се освобождава в ядрената енергетика и ядрените оръжия.
Силното ядрено взаимодействие се реализира чрез обмен на безмасови частици, наричани глуони, които действат между кварките, антикварките и други глуони. Смята се, че глуоните взаимодействат чрез особено свойство, наричано „цветен заряд“. Цветният заряд е аналог на електромагнитния заряд, но има не една, а три разновидности – ±червен, ±зелен и ±син. Силата на взаимодействието е пропорционална на произведението на цветните заряди, като едноименните заряди се отблъскват, а разноименните се привличат. Поведението на тези сили е предмет на квантовата хромодинамика – теорията на кварко-глуонните взаимодействия.

## История на изследванията
Необходимостта от въвеждане на понятието силно взаимодействие възниква през 30-те години на XX век, когато става ясно, че нито гравитационното, нито електромагнитното взаимодействие могат да обяснят връзката на нуклеоните в атомните ядра. През 1935 г. японският физик Хидеки Юкава изгражда първата количествена теория за взаимодействие между нуклеоните, като предполага, че те си обменят частици, днес известни като пи ({\displaystyle \pi }) мезони (или съкратено пиони). Пионите са наблюдавани експериментално през 1947 г.
В тази теория (наричана също теория за пион-нуклеонното взаимодействие) привличането или отблъскването между двата нуклеона става чрез изпускане на пион от единия нуклеон и поглъщането му от другия нуклеон (по аналогия с електромагнитното взаимодействие, което се описва като обмен на виртуален фотон). Тази теория успешно описва цял кръг от явления. Численият коефициент, определящ „ефективността“ на изпускане на пион, се оказва много голям (в сравнение с аналогичния коефициент за електромагнитното взаимодействие), което и определя „силата“ на силното взаимодействие.
През 50-те години са открити огромен брой нови елементарни частици, като повечето от тях имат твърде кратък живот. Всички тези частици са силно взаимодействащи: ефективното им сечение на разсейване (взаимодействие) една с друга е от същия порядък, като сеченията на взаимодействие на нуклеоните и пионите и забележимо надвишава сечението им на взаимодействие с електрони. Сред тези адрони има както мезони, така и бариони. Те имат различен спин и електрически заряд, а в разпределението им по маси и в предпочитаните канали на разпад се забелязва известна закономерност, но не е ясно на какво се дължи това.
По аналогия с пион-нуклеонното разсейване е построен модел на силните взаимодействия за тези адрони, в който на всеки тип взаимодействие и на всеки тип разпад съответствува своя константа на взаимодействието. Някои от наблюдаваните закономерности обаче не могат да бъдат обяснени и за тях просто се постулират т.нар. „правила на играта“, на които се подчиняват адроните (напр. правило на Цвайг, запазване на изоспина и G-четността и др.). Макар че този модел намира практическо приложение, той остава неудовлетворителен от гледна точка на теорията.
В средата на 60-те години е открита SU(3) симетрията на свойствата на адроните и става ясно, че принципните степени на свобода при „конструиране“ на адроните не са чак толкова много. През 1964 година Мъри Гел-Ман и Джордж Цвайг свързват тези степени на свобода със съставляващи адроните частици, наричани кварки, които са наблюдавани за пръв път експериментално през 1968 година. Изследванията показват, че кварките реални частици, които изграждат адрона и са носители на неговия импулс, електрически заряд, спин и др. Единственият проблем се заключава в това как да се опише факта, че при никакви реакции кварките не могат да напуснат адрона (т.нар. confinement). Все пак, дори и в отсъствие на теоретически обоснована динамична картина на взаимодействията между кварките, самият факт, че адроните са съставни частици, прави възможно обяснението на много от чисто емпиричните свойства на адроните.
През 60-те години е създадена микроскопична теория за силното взаимодействие, наречена квантова хромодинамика (КХД). В нея се постулира, че адроните са съставени от кварки. Протонът, например, е съставен от два горни и един долен кварк, което привидно нарушава принципа на Паули, според който два фермиона не могат да се намират в едно квантово състояние (т.е. да имат еднакви квантови числа). От това следва, че кварките трябва да имат ново, неизвестно до този момент квантово число. През 1964 – 19656 година Оскар Грийнбърг и Йоичиро Намбу независимо един от друг разрешават проблема, след като предполагат, че кварките притежават допълнителна SU(3) калибровъчна степен на свобода, която притежава 6 проявления и по-късно и наречена цветен заряд (който обаче няма общо със зрителните ни възприятия за цвят). Цветният заряд може да бъде „син“, „червен“ и „зелен“, като за всеки цветен заряд съществуват и противоположните им – „антисин“, „антизелен“ и „античервен“. При свързването на три разноцветни кварка се получава бял барион.
Днес квантовата хромодинамика е общоприетата теория на силното взаимодействие. Първо, в онези области, където предсказаните от нея числени стойности са надеждни, те добре се съгласуват с експеримента. Второ, в нея стотиците „елементарни“ тухлички на материята (адроните) с объркани „правила на играта“ се заменят от 6 кварка с единствено допълнително квантово число. Всички свойства на унитарната симетрия на адроните, всички правила на „адронната химия“ следват автоматически от взаимодействията между кварките. Трето, тя е построена в съгласие с общите изисквания на квантовата теория на полето и в частност, е пренормируема. Тъй като силното взаимодействие в квантовата хромодинамика се опива на основата на калибровъчен подход, има надежда, че ще стане възможно обединението на силното взаимодействие с електрослабото взаимодействие.
Интересно свойство на кварките е т.нар. асимптотична свобода – кварките са по-близко, силата на цветното взаимодействие е по-малка. Когато кварките се отдалечават, те взаимодействат по-силно, поради което кварките не могат да напуснат ядрото, което съставят. Нобеловата награда по физика за 2004 е присъдена на Франк Уилчек, Дейвид Грос и Дейвид Полицер именно за откриването на асимптотичната свобода на кварките.
Квантовата хромодинамика обяснява огромен брой закономерности във физиката на силното взаимодействие – т.нар. стандартен модел. Единственият липсващ елемент в стандартния модел е бозона на Хигс. Хипотезата за нейното съществуване се потвърди през 2012 г., след експерименти на Големия адронен ускорител в ЦЕРН, Женева.
Съвременните изследвания на силното ядрено взаимодействие са насочени към прилагането на методи от ефективната теория на полето и решетъчната калибровъчна теория и разработването на квантовата хромодинамика при високи температури. Лабораторните проучвания на екзотични атоми, съдържащи каони, дават възможност за по-прецизни измервания на свойствата на силното взаимодействие при относително ниски енергии.

## Поведение на силното ядрено взаимодействие
Силното взаимодействие се описва от квантовата хромодинамика, част от Стандартния модел на физиката на елементарните частици. От математическа гледна точка тя е неабелова калибровъчна инвариантност, базирана на локалната (калибровъчна) група на симетрия SU(3).
Силното ядрено взаимодействие възниква между частици, притежаващи особеното свойство цветен заряд. Всеки кварк притежава цветен заряд, който може да бъде червен, зелен или син, докато антикварките могат да имат един от противоположните цветни заряди – античервен, антизелен или антисин. Глуоните винаги имат два заряда, които са на различни цветове и с противоположен знак (например, червен и антисин или зелен и античервен).
Обекти с различен цветен заряд (например, червен и зелен или антисин и антизелен), както и обекти с противоположен цветен заряд (например, син и антисин), са подложени на силно привличане един към друг, докато обекти с еднакъв цветен заряд (например, зелен и зелен) се отблъскват. Това обяснява защо единствените адрони са съчетания на частици с взаимно неутрализиращи се цветни заряди – бариони (три кварка с различни цветни заряди), антибариони (три антикварка с различни цветни заряди) и мезони (кварк и антикварк със съответстващи си, но противоположни заряди).
Когато погълне или излъчи глуон, кваркът променя цвета си. Например, ако син кварк абсорбира глуон, в резултат на което се превърне в червен кварк, казваме, че цветът на глуона е „червен минус син“ (ч-с). Изчерпвайки всички възможни преходи между кварките с промяна на цвета се получават 6 глуона от този тип: ч-з, з-с, с-ч, з-ч, с-з, ч-с. Освен това съществуват кваркови преходи без промяна на цвета – червен в червен, зелен в зелен и син в син. Те се осъществяват от два цветнонеутрални глуона.
Силното ядрено взаимодействие дължи името си на факта, че е най-интензивното от четирите фундаментални сили – на разстояние до 1 фемтометър (1 fm = 10−15 m) то е около 137 пъти по-силно от електромагнитната сила, 106 пъти по-голямо от слабото ядрено взаимодействие и около 1038 пъти по-голямо от гравитацията.
Частицата носител на силата на силното ядрено взаимодействие е глуонът, безмасов калибровъчен бозон. За разлика от фотона при електромагнитното взаимодействие, който е неутрален, глуонът има цветен заряд. Кварките и глуоните са единствените елементарни частици, които имат неизчезващ цветен заряд, поради което те участват в силни взаимодействия само помежду си. Силното взаимодествие е взаимодействие на глуоните с други глуони и кварки. Според квантовата хромодинамика всички кварки и глуони си взаимодействат помежду си чрез силното ядрено взаимодействие. Силата на взаимодействието е параметризирана чрез силната константа на взаимодействие и се променя според калибровъчния цветен заряд на частицата.
За разлика от другите три фундаментални взаимодействия, силното не отслабва с нарастване на разстоянието между двойките кварки. След достигането на определено разстояние (приблизително размера на един адрон) то запазва интензивност около 10 000 нютона, независимо колко повече нараства разстоянието между кварките. Това неограничено в пространството действие на силата има ограничен практически резултат, тъй като поради самата интензивност на силното взаимодействие в съвременната Вселена цветно заредените частици винаги се групират в цветно неутрални образувания с ограничено въздействие върху външните частици. Все пак взаимното елиминиране на цветните заряди не е идеално и дори след него се запазва остатъчна цветна (ядрена) сила, описана по-подробно в следващия раздел.
Невъзможността за далечно силно взаимодействие между два кварка се дължи на това, че при нарастване на разстоянието между тях, увеличаващата се енергия в двойката създава нови двойки кварки между първоначалните два, което прави изолирането на кварките невъзможно. Обяснението е, че количеството работа, извършвана срещу силата от 10 000 нютона е достатъчно, за да създаде двойки частица-античастица. Самата енергия, въвеждана в системата за разделяне на двата кварка, създава чифт нови кварки, които образуват двойки с първоначалните. В квантовата хромодинамика това явление се нарича конфайнмънт. То е причината да могат да бъдат наблюдавани само адрони, но не и индивидуални кварки, за което свидетелства неуспехът на множество експерименти, целящи наблюдението на свободен кварк.
Кварките и глуоните – елементарните частици, участващи във високоенергийни сбъсъци – не са пряко наблюдаеми, но силното ядрено взаимодействие създава струи от нововъзникнали адрони, които могат да бъдат наблюдавани. Тези адрони възникват в резултат на равенството на маса и енергия, когато достатъчна енергия се вложи във връзка между два кварка (например, когато кварк в даден протон се сблъска с много бърз кварк от друг сблъскващ се протон при експерименти в ускорители на частици). Друго наблюдавано явление е кварк-глуонната плазма, особено агрегатно състояние, формиращо се при изключително висока температура или плътност на веществото.

## Ядрена сила
Силното взаимодействие е причината за свързването на частици с разнороден цветен заряд, например на тройките кварки, съставящи протоните и неутроните. По сходен начин електромагнитното взаимодействие свързва положително заредените атомни ядра с отрицателно заредените електронни обвивки, образувайки атомите. Така както атомите, макар и електрически неутрални, могат да се свързват в молекули чрез базирани на електромагнитното взаимодействие химични връзки, така и протоните и неутроните, без да имат цветен заряд, могат да се свързват в атомни ядра чрез вторични, значително по-слаби ефекти на силното взаимодействие, наричани „ядрена сила“. За разлика от основното силно взаимодействие, остатъчната ядрена сила намалява бързо с разстоянието и има много малък обхват, на практика няколко фемтометра.
Ядрената сила действа между адроните (мезони и бариони). Действайки непряко, тя пренася глуони, които образуват виртуални пи- и ро-мезони, които от своя страна пренасят между нуклеоните силата, която задържат ядрата заедно. Така ядрената сила е само малък остатък от силното взаимодействие, които свързва кварките заедно в протони и неутрони. Тя е много по-слаба между неутроните и протоните, тъй като до голяма степен е неутрализирана в самите тях, по същия начин, както електромагнитните сили между неутралните атоми (силите на Ван дер Ваалс) са много по-слаби от електромагнитните сили, привързващи електроните към атомното ядро, образувайки по този начин атоми.
За разлика от основното силно взаимодействие остатъчната ядрена сила намалява с разстоянието и това става бързо. Намалението е приблизително с отрицателна експонента на разстоянието, като се описва по-точно чрез сложната зависимост на потенциала на Юкава. Бързото намаляване с разстоянието на привличащата ядрена сила и не толкова бързото намаляване на отблъскващата електромагнитна сила между протоните в ядрото са причина за неустойчивостта на по-големите атомни ядра, най-вече тези с атомен номер, по-голям от 82 (номерът на оловото).
Макар ядрената сила да е по-слаба от същинското силно взаимодействие, тя все пак е високоенергийна и преходите ѝ създават гама лъчи. Масата на ядрото се различава значително от сбора на масите на отделните нуклеони. Този масов дефект се дължи на потенциалната енергия, свързана с ядрената сила, а разликите между масовите дефекти са основа на ядрения синтез и ядреното делене.

## Обобщения
Теорията за Великото обединение си поставя за цел да опише силното и електрослабото взаимодействие като аспекти на една и съща сила по същия начин, както електромагнитното и слабото взаимодействие са обединени от модела на Глашоу-Уайнбърг-Салам. Силното взаимодействие се характеризира с асимптотична свобода, заради която интензивността му намалява при високи енергии. Теоретичната енергия, при която интензивността му достига тази на електрослабото взаимодействие е наричана енергия на Великото обединение. В този модел, непосредствено след Големия взрив съществува епоха на Великото обединение, преди разделянето на силното от електрослабото взаимодействие.
Теорията за Великото обединение все още не е формулирана достатъчно добре и остава един от нерешените проблеми на физиката.